# Tamar Beruchashvili
Tamar Beruchashvili (gruz. თამარ ბერუჩაშვილი) (ur. 9 kwietnia 1961) – gruziński dyplomata i polityk. W latach 2016–2020 pełniła funkcję ambasadora Gruzji w Wielkiej Brytanii.

## Życiorys
Studiowała w Moskwie w latach 1978–1985 chemię i język francuski na Uniwersytecie im. Lumumby. Po ukończeniu studiów do 1990 roku pracowała w Instytucie Farmakochemii Gruzińskiej Narodowej Akademii Nauk. W 2006 roku ukończyła podyplomowe studia ekonomiczne na Tbiliskim Uniwersytecie Państwowym. Potem studiowała dyplomację handlową na Uniwersytecie Carleton w Kanadzie. W latach 1998–2000 pełniła funkcję ministra handlu i stosunków gospodarczych z zagranicą, a w 2004 roku ministra integracji euroatlantyckiej. W latach 2000–2003 była wiceministrem spraw zagranicznych. Od listopada 2014 do września 2015 pełniła funkcję ministra spraw zagranicznych. W grudniu 2015 roku Beruchashvili została mianowana ambasadorem Gruzji w Wielkiej Brytanii i objęła to stanowisko 5 kwietnia 2016 roku. W 2017 roku otrzymała tytuł Dyplomata roku 2017 z Eurazji w ramach nagród przyznawanych przez magazyn Diplomat. Dzięki jej zabiegom w 2018 roku rząd Gruzji zakupił budynek w Londynie przy placu św. Jerzego, który stał się nową, stałą siedzibą ambasady. Jej kadencja zakończyła się 1 marca 2020 roku. Pozostała jednak w Londynie jako stała przedstawicielka Gruzji w Międzynarodowej Organizacji Morskiej.
Ma syna i córkę. 